# Al posto del mondo (album)
Al posto del mondo è un album della cantautrice italiana Chiara Civello. Contiene 10 brani inediti, tra cui l'omonimo brano presentato alla sessantaduesima edizione del Festival di Sanremo, Al posto del mondo. Il secondo singolo estratto è il brano blues Hey caro ragazzo ed è uscito nelle radio il 6 aprile 2012. Ad inizio settembre è invece la volta del terzo estratto, Problemi, che il 21 settembre 2012 vincerà in Brasile il Premio Multishow, come miglior canzone dell'anno. Il fortunato singolo, è la colonna sonora della telenovela Fina estampa.

## Controversie
Il brano "Al posto del mondo" è stato scritto in origine per Daniele Magro per la selezione della categoria "Giovani" di Sanremo.

## Collaborazioni
L'album, vede collaborazioni con: Diana Tejera, Jesse Harris, Patrizia Cavalli, Ana Carolina, Bungaro e
Burt Bacharach.

## Tracce
Le tracce sono le seguenti:
1. Al posto del mondo – 3:51 (C. Civello, D. Tejera)
2. Hey caro ragazzo – 3:00 (C. Civello, S. Scandaletti)
3. Got to go – 3:10 (J. Harris)
4. A me non devi dire mai – 4:08 (Bungaro)
5. Il cuore è uno zingaro – 3:50 (F. Migliacci, C. Mattone)
6. Scusa – 3:05 (C. Civello, D. Tejera)
7. E se – 4:13 (C. Civello, P. Cavalli, D. Tejera)
8. Problemi – 3:47 (C. Civello, A. Carolina)
9. Ma una vita no – 3:45 (V. Rossi, D. Tejera)
10. Trouble – 4:42 (C. Civello, B. Bacharach)

Traccia bonus (iTunes)
1. Lo vedi – 3:42 (C. Civello, M. Murru)

## Musicisti
- Chiara Civello - voce
- Marco Siniscalco - basso
- Fabrizio Fratepietro - batteria
- Nicola Costa - chitarra acustica, chitarra elettrica, dobro
- Luca Trolli - batteria
- Claudio Corvini - tromba
- Mario Corvini - trombone
- Gianni Savelli - sassofono tenore

## Classifiche
| Paese  | Posizione massima |
| ------ | ----------------- |
| Italia | 57                |